# Teorie racionální volby
Teorie racionální volby či teorie racionálního jednání (často se používá také anglický název Rational choice theory nebo Rational action theory) je označení pro ty společenskovědní přístupy, které vysvětlují chování lidí a sociální jevy na základě předpokladu, že jednotliví aktéři se chovají racionálně v ekonomickém smyslu. To v kontextu teorie racionální volby znamená, že jednotliví jednající jedinci mají vyjasněné a konzistentní (byť nikoli nutně mezi sebou shodné) preference a snaží se svým jednáním maximalizovat svůj užitek.
Ve vlastní ekonomické vědě je podobný přístup běžný již od klasických teoretiků 18. a 19. století. Nové na teorii racionální volby je, že se předpoklad racionálních a individualistických aktérů aplikuje i na jevy, které dříve tradičně zkoumala sociologie, teoretická právní věda, religionistika a další sociální vědy. Teoretici racionální volby jako Gary S. Becker, James M. Buchanan či Mancur Olson tak aplikovali ekonomickou metodologii na jevy jako je chování zločinců, hledání životního partnera či kolektivní vyjednávání.
Racionalita je široce používána jako předpoklad chování jednotlivců v mikro ekonomických modelech a analýzách a objevuje se téměř ve všech ekonomických učebnicích. Je také používána v politologii, sociologii a filozofii. Gary Becker byl prvním zastáncem aplikace racionálních modelů aktérů více zeširoka. Becker získal 1992 Nobelovu cenu za ekonomii za svou práci o diskriminaci, zločinu a lidského kapitálu.
Konkrétní verzí racionality je instrumentální racionalita, která zahrnuje hledání nákladově nejefektivnějších prostředků k dosažení konkrétního cíle, aniž by se brala v úvahu jeho účelnost.
Teoretici racionální volby netvrdí, že teorie popisuje proces výběru, ale že předpovídá výsledek a strukturu voleb. K paradigmatu racionální volby se často přidává předpoklad, že individuální preference mají vlastní zájem, v tomto případě může být jednotlivec označen jako homo economicus. Takový jednotlivec se chová, jako by vyrovnával náklady a přínosy, aby dosáhl akce, která maximalizuje osobní výhodu. Zastánci takových modelů, obzvláště Chicagská ekonomická škola, netvrdí, že předpoklady modelu jsou přesné popisy reality, jen že oni pomáhají formulovat jasné a falešné hypotézy. V tomto ohledu jediný způsob jak posoudit úspěch hypotéz jsou empirické testy. Teorie Miltona Friedmana říká, že jev může být považován za racionální, když úspěšně projde empirickým testem.
Bez upřesnění cíle či preferencí jednotlivce nemusí být možné empiricky testovat nebo falšovat předpoklad racionality. Předpovědi konkrétní verze teorie jsou však testovatelné. V posledních letech byla nejběžnější verze teorie racionálního výběru, očekávaná teorie užitečnosti, zpochybněna experimentálními výsledky behaviorální ekonomiky. Ekonomové se učí z jiných oborů, jako je psychologie, a obohacují své teorie volby, aby získali přesnější pohled na lidské rozhodování. Například behaviorální ekonom a experimentální psycholog Daniel Kahneman získal v roce 2002 Nobelovu cenu za práci v oblasti ekonomických vědách.
Teorie racionálního volby se v posledních desetiletích stále více zaměstnává v jiných společenských vědách, než je ekonomie, například v sociologii, evoluční teorii a politologii. To mělo dalekosáhlé dopady na studium politických věd, zejména v oborech, jako je studium zájmových skupin, volby, chování v zákonodárných sborech, koalicích a byrokracii. V těchto oblastech je použití paradigmatu racionální volby k vysvětlení širokých sociálních jevů předmětem aktivní kontroverze.
Koncept racionality používaný v teorii racionální volby je odlišný od hovorového a nejčastěji používaného použití slova. Hovorově „racionální“ chování obvykle znamená „rozumné“, „předvídatelné“. Teorie racionálního výběru používá užší definici racionality. Na své nejzákladnější úrovni je chování racionální, pokud je cíleně zaměřené, uvědomělé (hodnotící) a konzistentní (v čase a v různých situacích výběru). To kontrastuje s chováním, které je náhodné, impulzivní, podmíněné nebo přijaté na základě (nevědomého) napodobování.
První neoklasičtí ekonomové, kteří píší o racionálním výběru, včetně Williama Stanleyho Jevonse, předpokládali, že aktéři si vybírají spotřebu tak, aby maximalizovali své štěstí nebo užitek. Současná teorie zakládá racionální výběr na souboru axiomů výběru, které musí být uspokojeny, a obvykle nespecifikuje, odkud pochází cíl (preference, touhy). To nařizuje pouze důsledné pořadí alternativ. Jednotlivci si vybírají nejlepší volbu podle svých osobních preferencí a omezení, jimž čelí. Například, není nic neracionálního v preferování ryb před masem, ale existuje něco iracionálního v preferování ryb před masem v jednom okamžiku a preferování masa před rybou v jiném, aniž by se cokoliv změnilo.

## Volby, předpoklady a individuální preference
Předpokladem racionální teorie volby jako metodologie sociální vědy je, že souhrnné chování ve společnosti odráží součet možností jednotlivců. Každý jednotlivec si vybírá na základě svých vlastních preferencí a omezení, kterým čelí.
Na individuální úrovni racionální teorie volby stanoví, že aktér vybere volbu (nebo výsledek), kterou nejvíce preferuje. V případě, že akce (nebo výstupy) mohou být hodnoceny z hlediska nákladů a přínosů, racionální jednotlivec vybere akci (nebo výsledek), která poskytuje maximální čistý přínos, tj. maximální přínos minus náklady.
Teorie se vztahuje na obecnější nastavení, než která jsou určena na základě nákladů a přínosů. Obecně platí, že racionální rozhodování zahrnuje výběr ze všech dostupných alternativ, kterou jednotlivec nejvíce preferuje. „Alternativami“ může být sada akcí („co dělat?“) nebo sada objektů („co si vybrat / koupit“). V případě jednání jednotlivce ho zajímají výsledky, které vyplývají z každé možné akce. Akce jsou v tomto případě pouze nástrojem k dosažení konkrétního výsledku.

### Formální část
Dostupné alternativy jsou často vyjádřeny jako sada objektů, například sada vyčerpávajících a exkluzivních akcí:
A = { a1,…, ai,…, aj}
Například pokud se osoba může rozhodnout hlasovat pro Rogera, Saru, nebo se zdržet hlasování, je to sada jeho možných alternativ:
A = {volit pro Roger, volit pro Sara, Zdržet se hlasování}
Teorie uvádí dva technické předpoklady o preferencích jednotlivců před alternativami:
- Úplnost – pro jakékoliv dvě alternativy ai a aj v sadě je preferována jedna před druhou, nebo jednotlivec je indiferentní mezi nimi. Jinými slovy všechny páry alternativ lze vzájemně porovnávat.

- Transitivita - pokud je alternativa a1 výhodnější než a2 a alternativa a2 je výhodnější než a3, pak a1 je výhodnější než a3.

Společně tyto dva předpoklady znamenají, že vzhledem k souboru vyčerpávajících a exkluzivních voleb, z nichž si může vybrat, může jednotlivec prvky tohoto souboru z hlediska svých preferencí hodnotit interně konzistentním způsobem (pořadí představuje částečné uspořádání) a sada má alespoň jeden maximální prvek.
Přednost mezi dvěma alternativami může být:
- Přísné preference nastanou, když jednotlivec dává přednost a1 před a2 a nepovažuje je za stejně preferované.

- Slabá preference znamená, že jednotlivec buď mírně upřednostňuje a1 před a2, nebo je mezi nimi lhostejný.

- Lhostejnosti dochází, když jednotlivec nepreferuje a1 ani a2. Protože (úplností) jednotlivec odmítá srovnání, je v tomto případě lhostejný.

Výzkum, který odstartoval v 80. letech, se snažil vyvinout modely, které upustí od těchto předpokladů a tvrdí, že takové chování může být stále racionální. Tato práce, často prováděná ekonomickými teoretiky a analytickými filosofy, v konečném důsledku naznačuje, že výše uvedené předpoklady nebo axiomy nejsou zcela obecné a lze je přinejlepším považovat za přibližné.

### Další předpoklady:
- Perfektní informace: jednoduchý model racionálního výběru výše předpokládá, že jedinec má úplné nebo dokonalé informace o alternativách, tj. pořadí mezi dvěma alternativami nezahrnuje žádnou nejistotu.

- Volba pod nejistotou: V bohatším modelu, který zahrnuje nejistotu ohledně toho, jak volby (akce) vedou k případným výsledkům, si jednotlivec účinně volí loterií, kde každá loterie vyvolává odlišné rozdělení pravděpodobnosti podle výsledků. Další předpoklad nezávislosti irelevantní alternativy pak vede k očekávané teorii užitečnosti.

- Mezisložkový výběr: pokud rozhodnutí ovlivňují výběr (např. Spotřebu) v různých časových bodech, standardní metoda pro vyhodnocení alternativ v čase zahrnuje diskontování budoucích výplat.

- Omezená kognitivní schopnost: identifikace a zvážení každé alternativy proti sobě může vyžadovat čas, úsilí a mentální kapacitu. Uznání nákladů, které uvalí na kognitivní omezení jednotlivců, způsobí teorii omezení racionality.

Alternativní teorie lidské činnosti zahrnují takové komponenty, jako je teorie vyhlídky Amose Tverského a Daniela Kahnemana, která odráží empirické zjištění, že na rozdíl od standardních preferencí předpokládaných v neoklasické ekonomice připisují jednotlivci zvláštní hodnotu položkám, které již vlastní ve srovnání s podobnými položkami, které vlastní ostatní. Podle standardních preferencí se částka, kterou je jednotlivec ochoten zaplatit za položku (jako je například hrnek na pití), rovná částce, kterou stojí. V experimentech je konečná cena někdy výrazně vyšší než cena počáteční. Tversky a Kahneman charakterizují averzi ke ztrátám jako iracionální. Behaviorální ekonomika zahrnuje velké množství dalších dodatků k obrazu lidského chování, které jdou proti neoklasickým předpokladům.
Literatura
- BECKER, Gary S. Teorie preferencí. Praha: Grada/Liberální institut, 1997. ISBN 80-7169-463-0.
- BUCHANAN, James M. Politika očima ekonoma. Praha: Liberální institut, 2002. ISBN 80-86389-21-9.
- OLSON, Mancur. The Logic of Collective Action : Public Goods and Theory of Groups.. Cambridge: Harvard University Press, 1971. Dostupné online. (anglicky)